# Player versus player
Player versus Player, ofte forkortet til PvP, er et udtryk inden for computerspil. Direkte oversat fra engelsk betyder det "Spiller mod Spiller", og ses oftest brugt i online-rollespil, såkaldte MMORPGs.
Som navnet antyder, er dette et koncept, hvor man i stedet for at prøve sine færdigheder mod computergenererede fjender (PvE), spiller mod andre online spillere. PvP er en stor del af online-rollespil, og oftest er der rankings som man kan kæmpe sig op ad.
| computerspil | Spire Denne computerspilsrelaterede artikel er en spire som bør udbygges. Du er velkommen til at hjælpe Wikipedia ved at udvide den. |